# Sassayin
Sassayin, Sassaim ou Sassanha é o nome que se dá ao ritual do candomblé para retirar a energia vital das folhas e extrair o seu sangue (sumo), "Sangue de origem vegetal", no sentido de purificar e alimentar os objetos sagrados e o corpo dos iniciados, possibilitando o equilíbrio e a renovação das energias. O orixá Oçânhim dono dos segredos de todas as folhas é saudado em todas as cantigas. 
O ato de cantar as folhas sagradas ou rezar as folhas, com cantigas específicas para cada folha, reconhecidas pelo nome da folha (euê) e seu conteúdo que é o atributo da folha, utilizado principalmente na preparação do abô, chamada de  água sagrada na feitura de santo. 